# Ikuro Takahashi
Ikuro Takahashi (高橋 郁郎 Takahashi Ikurō?, 1892–1981) fue un profesor, botánico, traductor y explorador japonés, especializado en citrus, aclamado como el "padre de los cítricos", especialmente en su lugar natal, Prefectura de Shizuoka.

## Biografía
Después de graduarse de la prefectural nōgakko o "Facultad de Agricultura," se enroló en el sistema de aprendices/pasantías establecido por el luego Ministerio de Agricultura y Comercio, y aprendió sus habilidades en la estación agrícola experimental estatal local bajo el Departamento de Horticultura. Tras su paso por Prefectura de Kumamoto, volvió al antiguo departamento que estaba siendo reorganizada como la ministerial Estación Experimental Hortícola, donde se desempeñó como ingeniero de horticultura (1921). Más tarde se desempeñó en la prefectura natal, y fue nombrado primer director de la Estación Experimental de la Prefectura de Shizuoka Citrus, que era su propia creación (1940). Su obra principal incluye Kankitsu ("Citrus"), a través de unas cinco revisiones. Fue el autor principal de largo plazo y el redactor de Kajitsu Nippon, una revista de agricultura de la fruta.
Publicó la nueva especie Citrus sulcata hort. ex. Ik.Takah. (o I.Takah.) para un tipo de citrus conocido como sanbōkan (サンボウカン?).

### General
Llevó a cabo numerosos experimentos y de recopilación de datos para el cultivo de cítricos, la exploración y las pruebas de campo diferentes mejoramiento del suelo, fertilización, prevención de parásitos, desinfección y técnicas de poda.
El conocimiento que acumuló lo hacía conferencista a nivel nacional, y se mantuvo al corriente de las industrias citrícolas en el extranjero, en especial Estados Unidos, yendo con frecuencia a proporcionar primera cobertura en profundidad en Japón de técnicas citrícolas desarrollados en el extranjero. No se limitó estrictamente a las preocupaciones sobre la tecnología de la huerta, también abordó cuestiones económicas tales como la fijación de precios y la competencia internacional, la viabilidad futura de las naranjas y jugos de mandarina en conserva, y la necesidad de cooperativas de productores ( shukka kumiai ), y fue abierto incluso sobre la fiscalización de los huertos.
Durante la Segunda Guerra Mundial, se opuso a la política nacional para iniciar la baja de huertos para ser convertidas en campos de papa y trigo. Después de la guerra, hizo grandes esfuerzos para reactivar la industria de la naranja satsuma.
Su hijo mayor Yutaka Takahashi (engineering)|Yutaka Takahashi (ja 高橋裕 (工学者)?) es un académico en ingeniería civil y profesor emérito de la Universidad de Tokio. Y su hija mayor, Yuriko Takahashi enseñó enfermería en Aichi Prefectural Junior College of Nursing (ja 愛知県立看護短期大学?).
En 1962 se retiró de Nichienren. Y en 1981 fallece a los 89 años.

## Algunas publicaciones
- 1913. Kankitsu saibai ("Citrus Culture")
- 1931. Kankitsu, una revisión de su obra más temprana. Este título se sometió a cinco revisiones.

### Premios y reconocimientos
La póstuma "Takahashi Kankitsu Kenshōkai" se funda con el galardón "Premio Takashi Citrus".